# 2023년 FIFA 여자 월드컵 예선
이 문서는 2023년 FIFA 여자 월드컵의 지역 예선에 관한 문서이다.

## 예선 그룹

### 남미 축구 연맹(CONMEBOL)
- 콜롬비아(준우승),  브라질(우승),  아르헨티나(3위 팀) 본선 직행.
- 파라과이(4위 팀: 3-4위전 패자)과  칠레(5위 팀: 5-6위전 승자)는 대륙간 플레이오프에 진출.

### 북중미카리브 축구 연맹(CONCACAF)
- 미국(우승),  코스타리카(4위),  캐나다(준우승),  자메이카(3위) 본선 직행.
- 아이티(A조 3위),  파나마(B조 3위)는 대륙간 플레이오프에 진출.

### 아시아 축구 연맹(AFC)
- 오스트레일리아는 공동 개최국 자격으로 자동으로 본선 진출.
- 대한민국(준우승),  일본(준결승 진출),  중화인민공화국(우승),  필리핀(준결승 진출)은 본선 직행.
- 베트남(PO 1위 팀)은 8강전 패자들간 플레이오프를 통해 본선 진출.
- 중화 타이베이(PO 2위 팀),  태국(PO 3위 팀)은 8강전 패자들간 순위결정 플레이오프를 통해 대륙간 플레이오프에 진출.

### 아프리카 축구 연맹(CAF)
- 잠비아(3위 팀),  모로코(준우승),  나이지리아(4위 팀),  남아프리카 공화국(우승) 본선 진출.
- 세네갈(5위 팀),  카메룬(6위 팀)는 8강전 패자들간 순위결정 플레이오프를 통해 대륙간 플레이오프에 진출.

### 오세아니아 축구 연맹(OFC)
- 뉴질랜드는 공동 개최국 자격으로 자동으로 본선 진출.
- 파푸아뉴기니(우승 팀)는 대륙간 플레이오프에 진출.

### 유럽 축구 연맹(UEFA)
- 스웨덴(A조 1위 팀),  스페인(B조 1위 팀),  네덜란드(C조 1위 팀),  잉글랜드(D조 1위 팀),  덴마크(E조 1위 팀),  노르웨이(F조 1위 팀),  이탈리아(G조 1위 팀),  독일(H조 1위 팀),  프랑스(I조 1위 팀) 본선 직행.
- 스위스와  아일랜드는 유럽 플레이오프를 통해 본선 진출.
- 포르투갈(플레이오프 최종 승자들 중 최저 성적팀)은 대륙간 플레이오프에 진출.

## 대륙간 플레이오프
- 포르투갈(A조 승자),  아이티(B조 승자),  파나마(C조 승자) 본선 진출.

## 본선 진출국

2023년 FIFA 여자 월드컵 예선

|  | 본선 진출  |
|  | 탈락       |
|  | 기권, 실격 |
|  | 불참       |

| 팀                | 본선 진출 경로                                               | 본선 진출 날짜   | 본선 진출 횟수 | 연속 진출 횟수 | 마지막 진출 | 역대 최고 성적                           | FIFA 여자 랭킹 |
| ----------------- | ------------------------------------------------------------ | ---------------- | -------------- | -------------- | ----------- | ---------------------------------------- | -------------- |
| 오스트레일리아    | 공동 개최국                                                  | 2020년 6월 25일  | 8회            | 8회            | 2019        | 8강 (2007, 2015)                         | 13             |
| 뉴질랜드          | 공동 개최국                                                  | 2020년 6월 25일  | 6회            | 5회            | 2019        | 조별 리그 (1991, 2007, 2011, 2015, 2019) | 22             |
| 대한민국          | 2022년 AFC 여자 아시안컵 준우승                              | 2022년 1월 30일  | 4회            | 3회            | 2019        | 16강 (2015)                              | 17             |
| 일본              | 2022년 AFC 여자 아시안컵 공동 3위                            | 2022년 1월 30일  | 9회            | 9회            | 2019        | 우승 (2011)                              | 11             |
| 중화인민공화국    | 2022년 AFC 여자 아시안컵 우승                                | 2022년 1월 30일  | 8회            | 3회            | 2019        | 준우승 (1999)                            | 15             |
| 필리핀            | 2022년 AFC 여자 아시안컵 공동 3위                            | 2022년 1월 30일  | 1회            | 1회            | 첫 출전     | 첫 출전                                  | 53             |
| 베트남            | 2022년 AFC 여자 아시안컵 플레이오프 1위                      | 2022년 2월 6일   | 1회            | 1회            | 첫 출전     | 첫 출전                                  | 34             |
| 스웨덴            | 2023년 FIFA 여자 월드컵 유럽 지역 예선 A조 1위               | 2022년 4월 12일  | 8회            | 8회            | 2019        | 준우승 (2003)                            | 2              |
| 스페인            | 2023년 FIFA 여자 월드컵 유럽 지역 예선 B조 1위               | 2022년 4월 12일  | 2회            | 1회            | 2019        | 16강 (2019)                              | 6              |
| 프랑스            | 2023년 FIFA 여자 월드컵 유럽 지역 예선 I조 1위               | 2022년 4월 12일  | 4회            | 1회            | 2019        | 4위 (2011)                               | 5              |
| 덴마크            | 2023년 FIFA 여자 월드컵 유럽 지역 예선 E조 1위               | 2022년 5월 2일   | 5회            | 1회            | 2007        | 8강 (1991, 1995)                         | 18             |
| 미국              | 2022년 CONCACAF W 챔피언십 우승                              | 2022년 7월 7일   | 9회            | 9회            | 2019        | 우승 (1991, 1999, 2015, 2019)            | 1              |
| 코스타리카        | 2022년 CONCACAF W 챔피언십 4위                               | 2022년 7월 8일   | 2회            | 1회            | 2015        | 조별 리그 (2015)                         | 37             |
| 캐나다            | 2022년 CONCACAF W 챔피언십 준우승                            | 2022년 7월 8일   | 8회            | 8회            | 2019        | 4위 (2003)                               | 7              |
| 자메이카          | 2022년 CONCACAF W 챔피언십 3위                               | 2022년 7월 11일  | 2회            | 2회            | 2019        | 조별 리그 (2019)                         | 43             |
| 잠비아            | 2022년 아프리카 여자 네이션스컵 3위                          | 2022년 7월 13일  | 1회            | 1회            | 첫 출전     | 첫 출전                                  | 81             |
| 모로코            | 2022년 아프리카 여자 네이션스컵 준우승                       | 2022년 7월 13일  | 1회            | 1회            | 첫 출전     | 첫 출전                                  | 76             |
| 나이지리아        | 2022년 아프리카 여자 네이션스컵 4위                          | 2022년 7월 14일  | 9회            | 9회            | 2019        | 8강 (1999)                               | 45             |
| 남아프리카 공화국 | 2022년 아프리카 여자 네이션스컵 우승                         | 2022년 7월 14일  | 2회            | 2회            | 2019        | 조별 리그 (2019)                         | 54             |
| 콜롬비아          | 2022년 코파 아메리카 페메니나 준우승                         | 2022년 7월 25일  | 3회            | 1회            | 2015        | 16강 (2015)                              | 27             |
| 브라질            | 2022년 코파 아메리카 페메니나 우승                           | 2022년 7월 26일  | 9회            | 9회            | 2019        | 준우승 (2007)                            | 9              |
| 아르헨티나        | 2022년 코파 아메리카 페메니나 3위                            | 2022년 7월 29일  | 4회            | 2회            | 2019        | 조별 리그 (2003, 2007, 2019)             | 29             |
| 노르웨이          | 2023년 FIFA 여자 월드컵 유럽 지역 예선 F조 1위               | 2022년 9월 2일   | 9회            | 9회            | 2019        | 우승 (1995)                              | 12             |
| 독일              | 2023년 FIFA 여자 월드컵 유럽 지역 예선 H조 1위               | 2022년 9월 3일   | 9회            | 9회            | 2019        | 우승 (2003, 2007)                        | 3              |
| 잉글랜드          | 2023년 FIFA 여자 월드컵 유럽 지역 예선 D조 1위               | 2022년 9월 3일   | 6회            | 5회            | 2019        | 3위 (2015)                               | 4              |
| 이탈리아          | 2023년 FIFA 여자 월드컵 유럽 지역 예선 G조 1위               | 2022년 9월 6일   | 4회            | 2회            | 2019        | 8강 (1991, 2019)                         | 14             |
| 네덜란드          | 2023년 FIFA 여자 월드컵 유럽 지역 예선 C조 1위               | 2022년 9월 6일   | 3회            | 3회            | 2019        | 준우승 (2019)                            | 8              |
| 스위스            | 2023년 FIFA 여자 월드컵 유럽 지역 예선 플레이오프 1순위 승자 | 2022년 10월 11일 | 2회            | 1회            | 2015        | 16강 (2015)                              | 21             |
| 아일랜드          | 2023년 FIFA 여자 월드컵 유럽 지역 예선 플레이오프 2순위 승자 | 2022년 10월 11일 | 1회            | 1회            | 첫 출전     | 첫 출전                                  | 24             |
| 아이티            | 2023년 FIFA 여자 월드컵 예선 대륙간 플레이오프 B조 승자      | 2023년 2월 22일  | 1회            | 1회            | 첫 출전     | 첫 출전                                  | 56             |
| 포르투갈          | 2023년 FIFA 여자 월드컵 예선 대륙간 플레이오프 A조 승자      | 2023년 2월 22일  | 1회            | 1회            | 첫 출전     | 첫 출전                                  | 23             |
| 파나마            | 2023년 FIFA 여자 월드컵 예선 대륙간 플레이오프 C조 승자      | 2023년 2월 23일  | 1회            | 1회            | 첫 출전     | 첫 출전                                  | 57             |